# Greenleaf (Idaho)
Greenleaf è un comune degli Stati Uniti d'America, situato nello stato dell'Idaho, nella contea di Canyon.